# Assemblée parlementaire de l’Union pour la Méditerranée
Pour les articles homonymes, voir Assemblée parlementaire.
L’Assemblée parlementaire de l’Union pour la Méditerranée (en anglais PAUM), anc. l’Assemblée parlementaire euro-méditerranée (APEM), est une institution du processus de Barcelone, instituée à Naples le 3 décembre 2003 par décision de la Conférence ministérielle du Partenariat euro-méditerranéen, devenu depuis Union pour la Méditerranée. L'APEM a ouvert ses travaux à Vouliagmeni (Athènes) les 22 et 23 mars 2004. Ses langues de travail sont le français, l'anglais et l'arabe.

## Nature et fonctions de l'APEM
L'APEM est l'institution parlementaire du Processus de Barcelone (Union pour la Méditerranée), dotée de compétences consultatives, en adoptant des résolutions et des recommandations, non-contraignantes, à l'intention de la Conférence euro-méditerranéenne.

## Composition
L'APEM se compose de 260 députés désignés par :
- les parlements nationaux des 28 États membres de l'UE ;
- les parlements nationaux des partenaires méditerranéens ;
- le Parlement européen.

Parmi ces députés, 130 sont Européens (81 désignés par les parlements nationaux et 49 par le Parlement européen) et 130 proviennent des dix autres partenaires, afin de garantir la parité entre les deux composantes.

## Présidence et Bureau
Le bureau de l'APEM est constitué par quatre membres dont deux sont nommés par les parlements nationaux des pays partenaires méditerranéens, un par les parlements nationaux de l'Union européenne et un par le Parlement européen. Le mandat du bureau est de quatre ans. Par roulement, ses membres prennent la présidence de l'APEM, chaque année à tour de rôle, les trois autres étant alors vice-présidents. Le bureau actuel de l'APEM est composé par le président du Parlement européen (mars 2008 à mars 2009), le président du Parlement jordanien (2009-2010), le président du Parlement italien (2010-2011) et du Parlement marocain (2011-2012).
En janvier 2017, le vice-président du Parlement de la Méditerranée, Michel Vauzelle, a fait part de la décision du bureau de transférer son siège de Malte à Marseille (France).

## Commissions
L'APEM comprend quatre commissions permanentes et une commission ad hoc :
- la commission politique, de sécurité et des droits de l'homme;
- la commission économique, financière, des affaires sociales et de l'éducation;
- la commission pour la promotion de la qualité de la vie, des échanges humains et de la culture;
- la commission pour les droits des femmes dans les pays euro-méditerranéens;
- la commission ad hoc sur l'énergie et l'environnement.